# 이매뉴엘 슈리키
에마뉘엘 슈리키(프랑스어: Emmanuelle Chriqui, 영어: 이매뉴얼 슈리키, 영어 발음: /ɪˈmænjʊəl/, 1977년 12월 10일 ~ )는 캐나다와 미국의 배우이다.

## 출연 작품

### 영화
- 《락 시티》 (1999)
- 《100 걸스》 (2000)
- 《온 더 라인》 (2001)
- 《데드 캠프》 (2003)
- 《인 더 믹스》 (2005)
- 《애프터 섹스》 (2007)
- 《조한》 (2008)
- 《캐딜락 레코드》 (2008)
- 《테이킹 챈스》 (2009)
- 《익스트림 NO. 13》 (2010)
- 《조셉 고든-레빗의 69 채널》 (2010)
- 《5 데이즈 오브 워》 (2011)
- 《안투라지》 (2015)
- 《슈퍼 트루퍼스 2》 (2018)
- 《크리스마스에 기사가 올까요?》 (2019)

### 텔레비전
- 《나노인간 제이크》 (2003)
- 《The O.C.》 (2005)
- 《안투라지》 (2005-11)
- 《로봇 치킨》 (2008-09) - 목소리
- 《스턴트 악동 킥 버토우스키》 (2011)
- 《더 보르지아》 (2011)
- 《트론: 업라이징》 (2012-13)
- 《멘탈리스트》 (2012-13)
- 《멘 앳 워크》 (2014)
- 《머더 인 더 퍼스트》 (2015)
- 《슈퍼맨과 로이스》 (2021-23)